# Переходи
Перехо́ди — село в Україні, Тернопільська область, Чортківський район, Чортківська міська громада. Було підпорядковане колишній Горішньовигнанській сільській раді. До Переходів приєднано хутори Зелена та Чорний Ліс.

## Назва
Назва походження назви — на цьому місці були переходи (броди) через річку.

## Розташування
Розташоване за 6 км від районного центру і 5 км від найближчої залізничної станції Вигнанка.
Територія — 2,42 кв. км. Дворів — 307.

### Місцевості
- Ваврінова (Вавринів) — хутір, розташований за 2 км від села. Відомий від середини XIX ст. як присілок Вигнанки. У 1952 р. на хуторі — 12 дворів, 60 жителів.
- Зелена — хутір, розташований за 1,7 км від села. У 1952 р. на хуторі — 50 дворів, 320 жителів. Частина мешканців переселена у Миколаївську область.
- Чорний ліс — хутір, розташований за 1 км від села. Відомий від середини XIX ст. як присілок Вигнанки. У 1952 р. на хуторі — 44 двори, 240 жителів. Частина мешканців переселена у Миколаївську область.[3]

## Історія
Перша письмова згадка — 1603.
Під час німецько-радянської війни загинули або пропали безвісти у Червоній армії:
- Василь Герус (нар. 1903),
- Володимир Крижанівський (нар. 1924),
- Микола Маєрський (нар. 1914),
- Роман Маньовський (нар. 1908),
- Йосип Мимохід (нар. 1923),
- Микола Молотчак (нар. 1913),
- Мар'ян Новіцький (нар. 1908),
- Федір Скарлош (нар. 1914),
- Микола Федоришин (нар. 1916),
- Іван Шикульський (нар. 1921),
- Андрій Шкробут (нар. 1925).
- Куцій Міхал Кіндратович (1910-1943)
- Слободян Станіслав Петрович

З 1947 року мешканці села зазнали каральної акції операції «Захід».
24 серпня 1991 року село входить до складу незалежної України.
З 19 лютого 2020 року Переходи належать до Чортківської міської громади.
12 червня 2020 року, відповідно до розпорядження Кабінету Міністрів України № 724-р «Про визначення адміністративних центрів та затвердження територій територіальних громад Тернопільської області» увійшло до складу Чортківської міської громади.
19 липня 2020 року, в результаті адміністративно-територіальної реформи та ліквідації Чортківського району (1940—2020), увійшло до складу новоутвореного Чортківського району.

## Релігія
- церква святого рівноапостольського князя Володимира Великого (ПЦУ[7]).

У селі є дві каплички, одна з них — святого Йоана Непомуки (2003, РКЦ; металева)).

## Населення
| 662 | 630 |

### Мова
Розподіл населення за рідною мовою за даними перепису 2001 року:
| Мова       | Кількість | Відсоток |
| ---------- | --------- | -------- |
| українська | 751       | 99.08%   |
| російська  | 6         | 0.79%    |
| польська   | 1         | 0.13%    |
| Усього     | 758       | 100%     |

## Соціальна сфера
Діяли філії «Просвіти», «Сільського господаря», «Рідної школи» та інших товариств.
Нині працюють клуб, бібліотека, ФАП, ПАП «Оберіг», 2 торгових заклади.

## Мовні особливості
У селі побутує говірка наддністрянського говору. До «Наддністрянського реґіонального словника» внесено такі слова та фразеологізми, вживані у Переходах:
- балабух (валок із соломи і глини, який закладають між кілками і заліплюють глиною),
- кихоть (кисть без пальців).

## Відомі люди

### Народилися
- Богдан Дудяк (нар. 1954[9]) — архітектор, громадський діяч.
- Липовий Ігор — український військовик, учасник російсько-української війни[10].

## Галерея

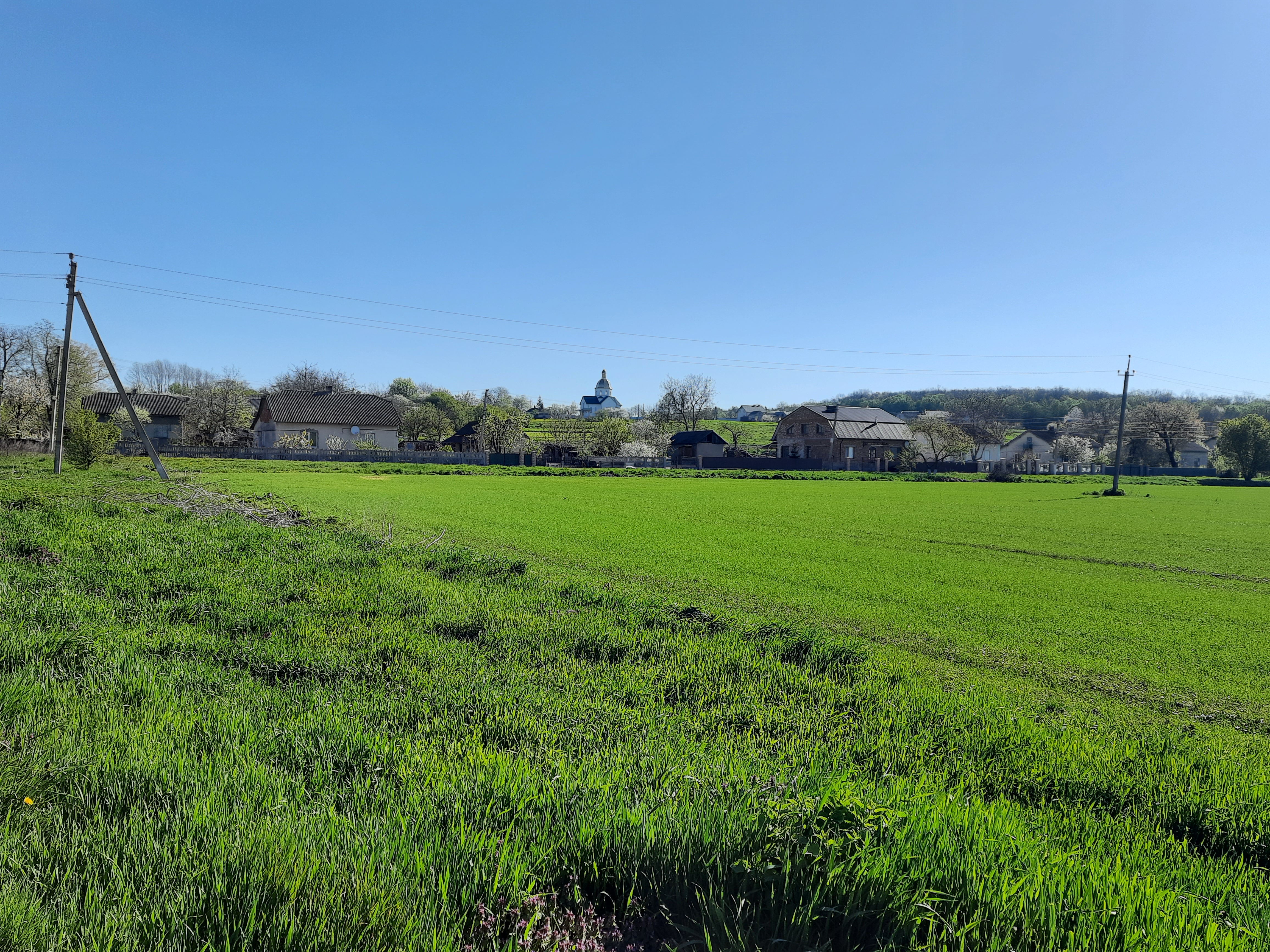
Панорама села
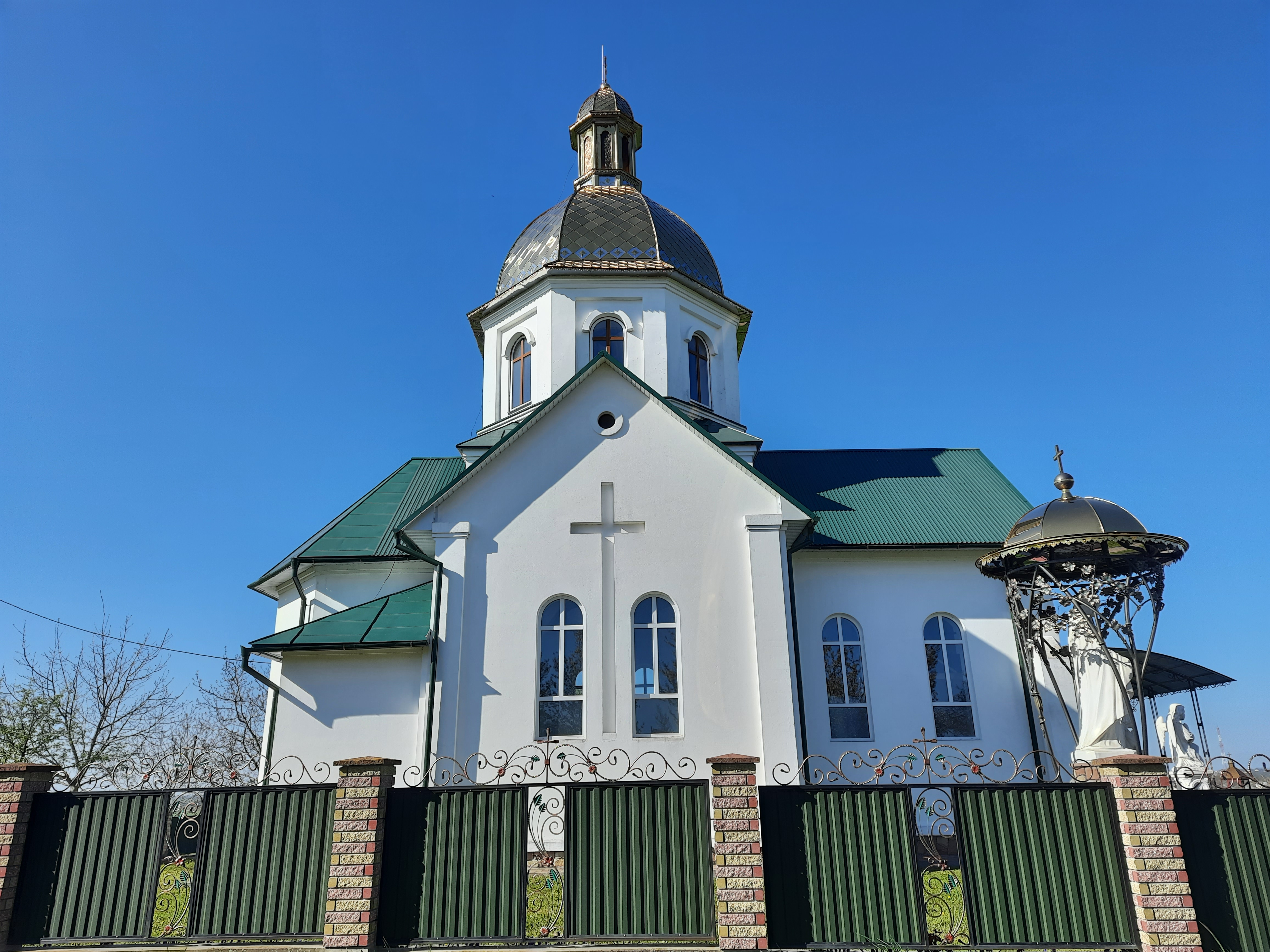
Церква святого рівноапостольського князя Володимира Великого
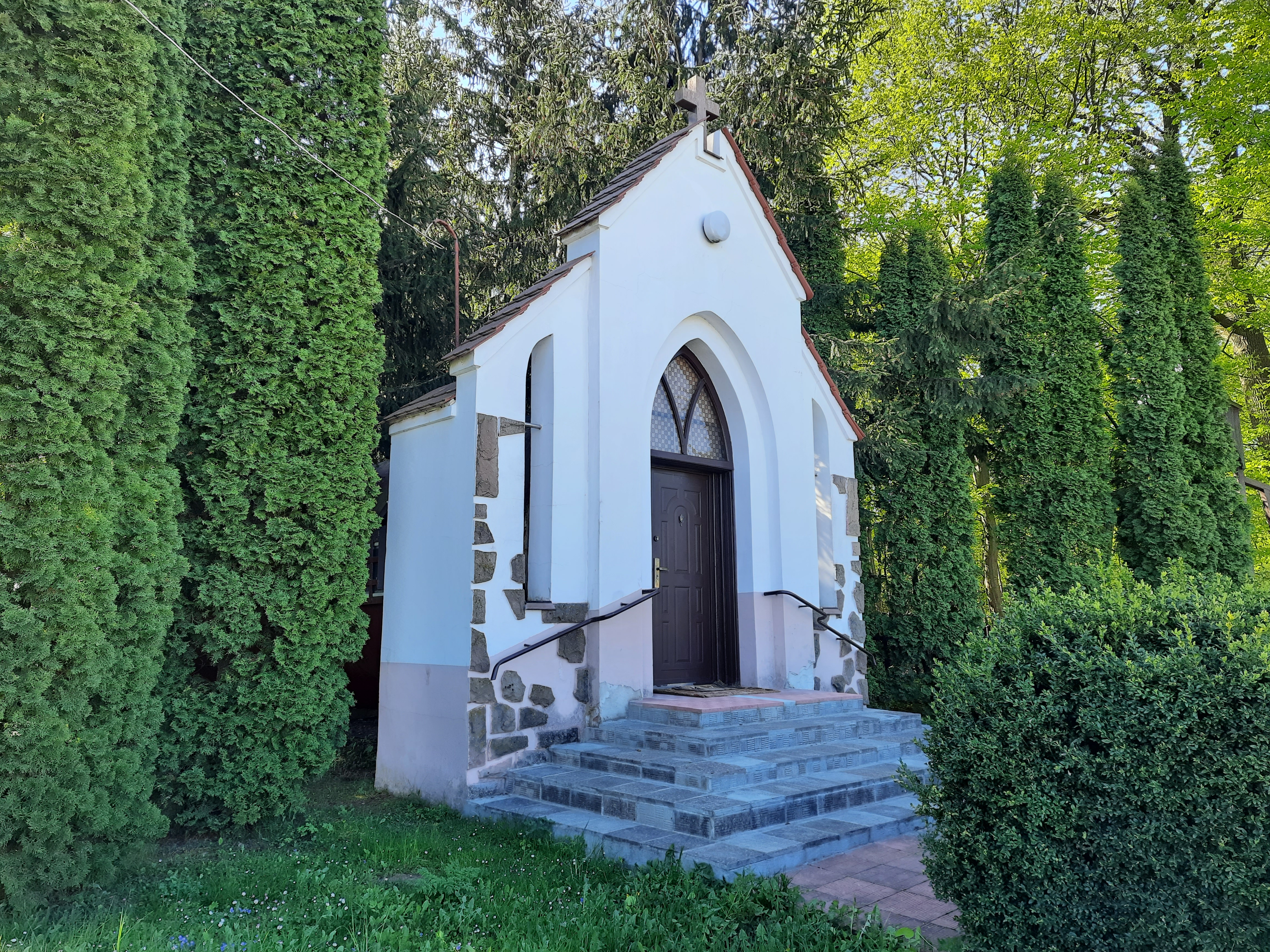
Каплиця Святого Йоана Непомуки
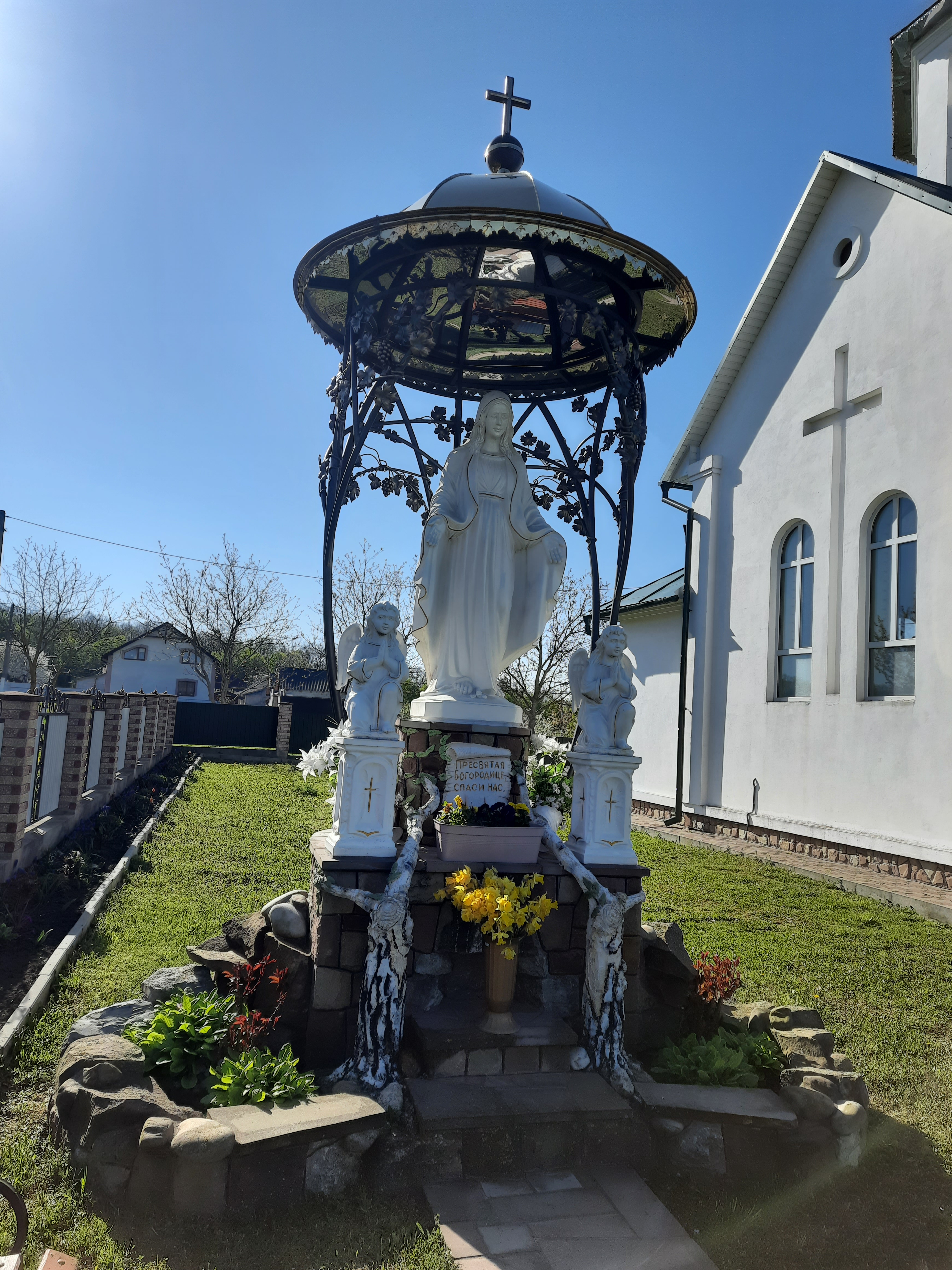
Статуя Божої Матері
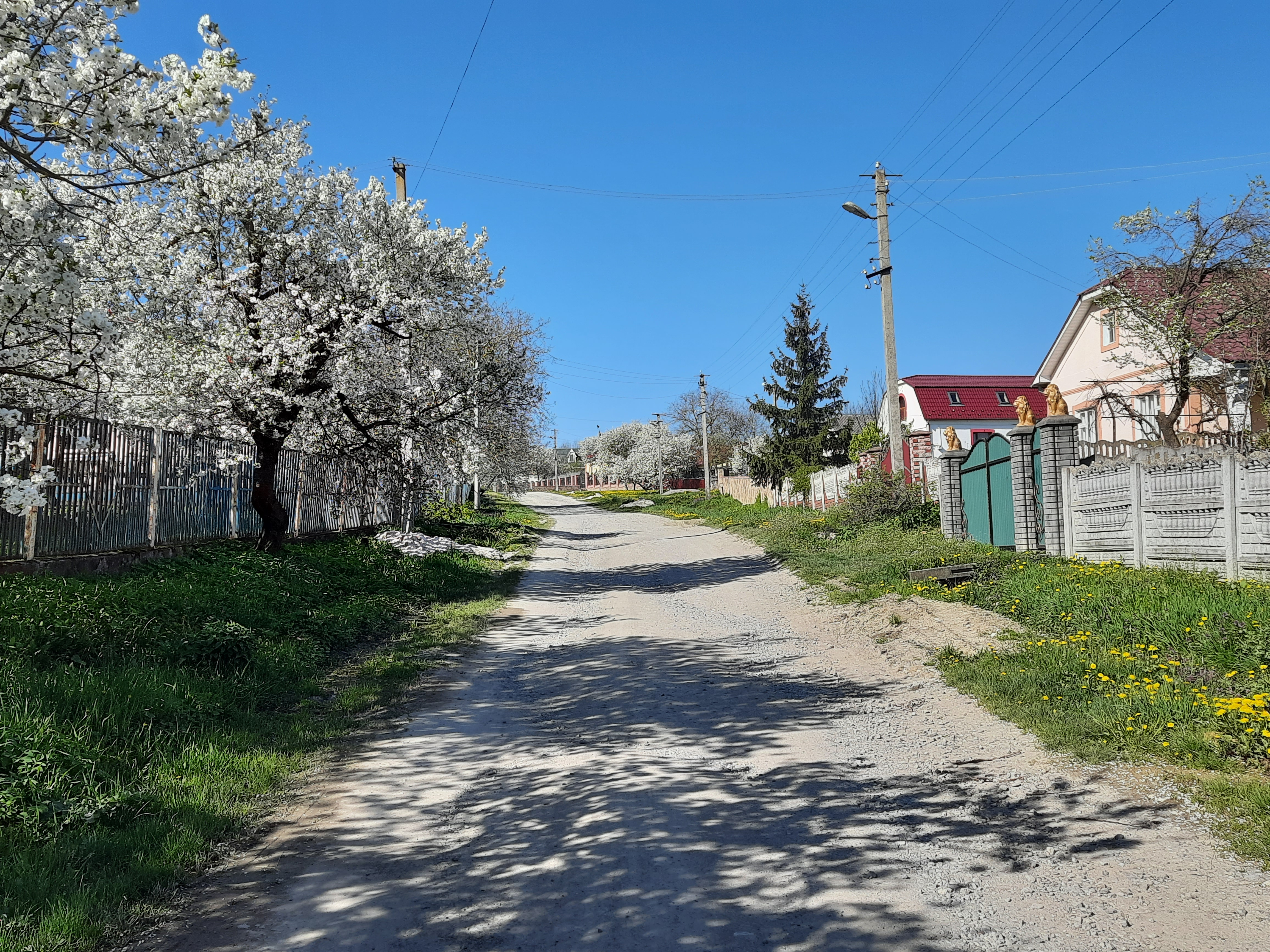
Сільська вулиця
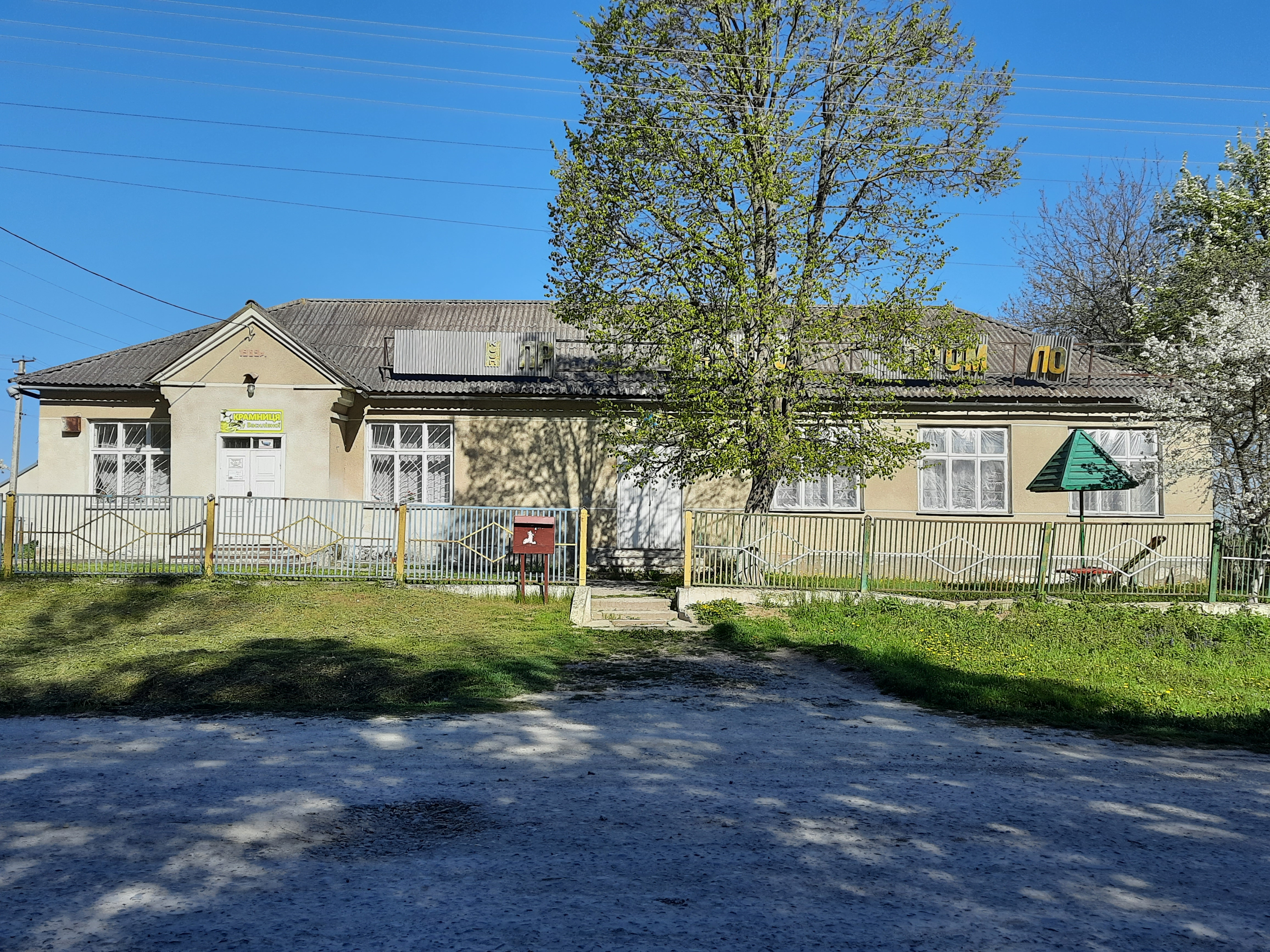
Крамниця
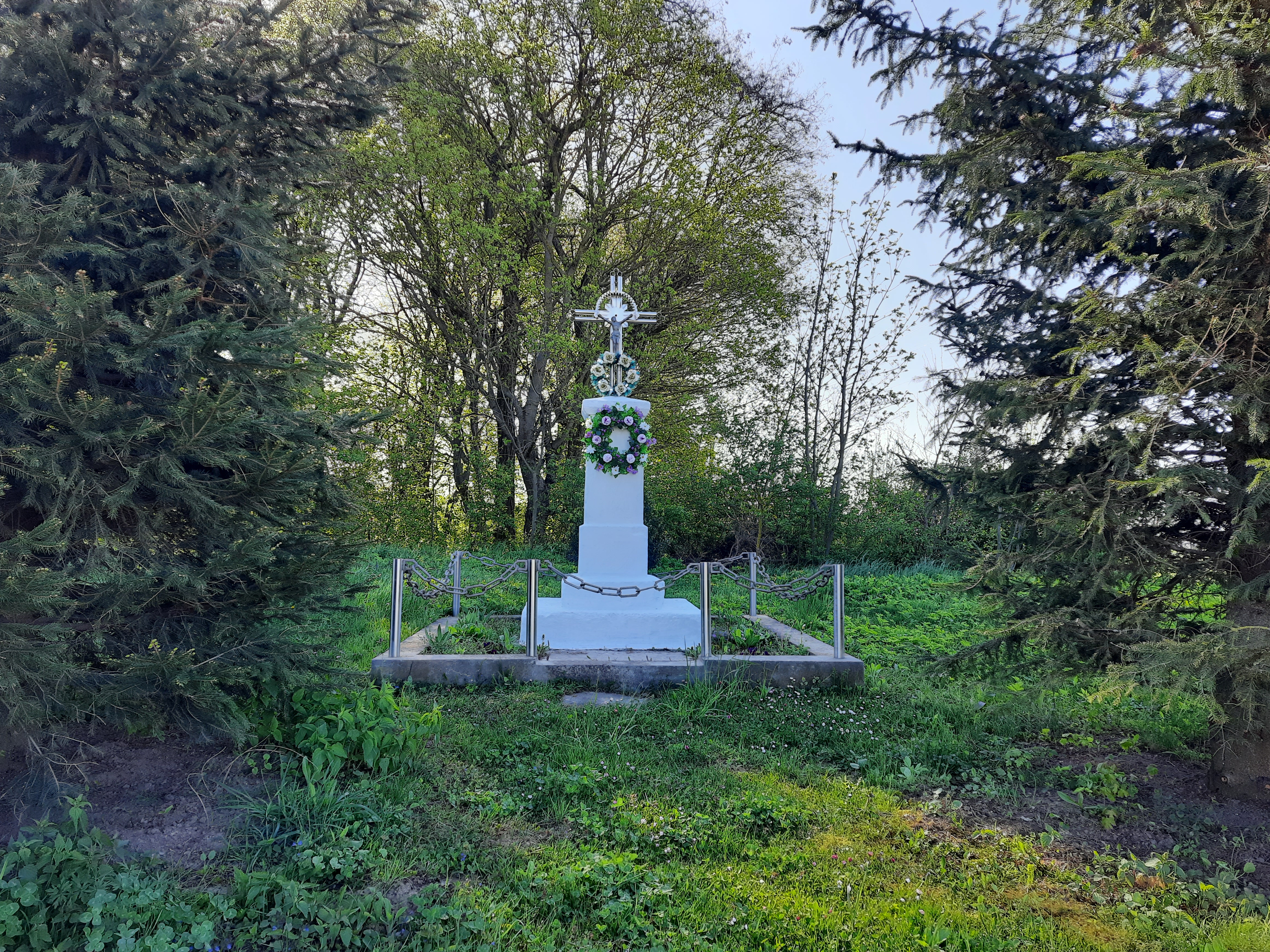
Пам'ятний хрест
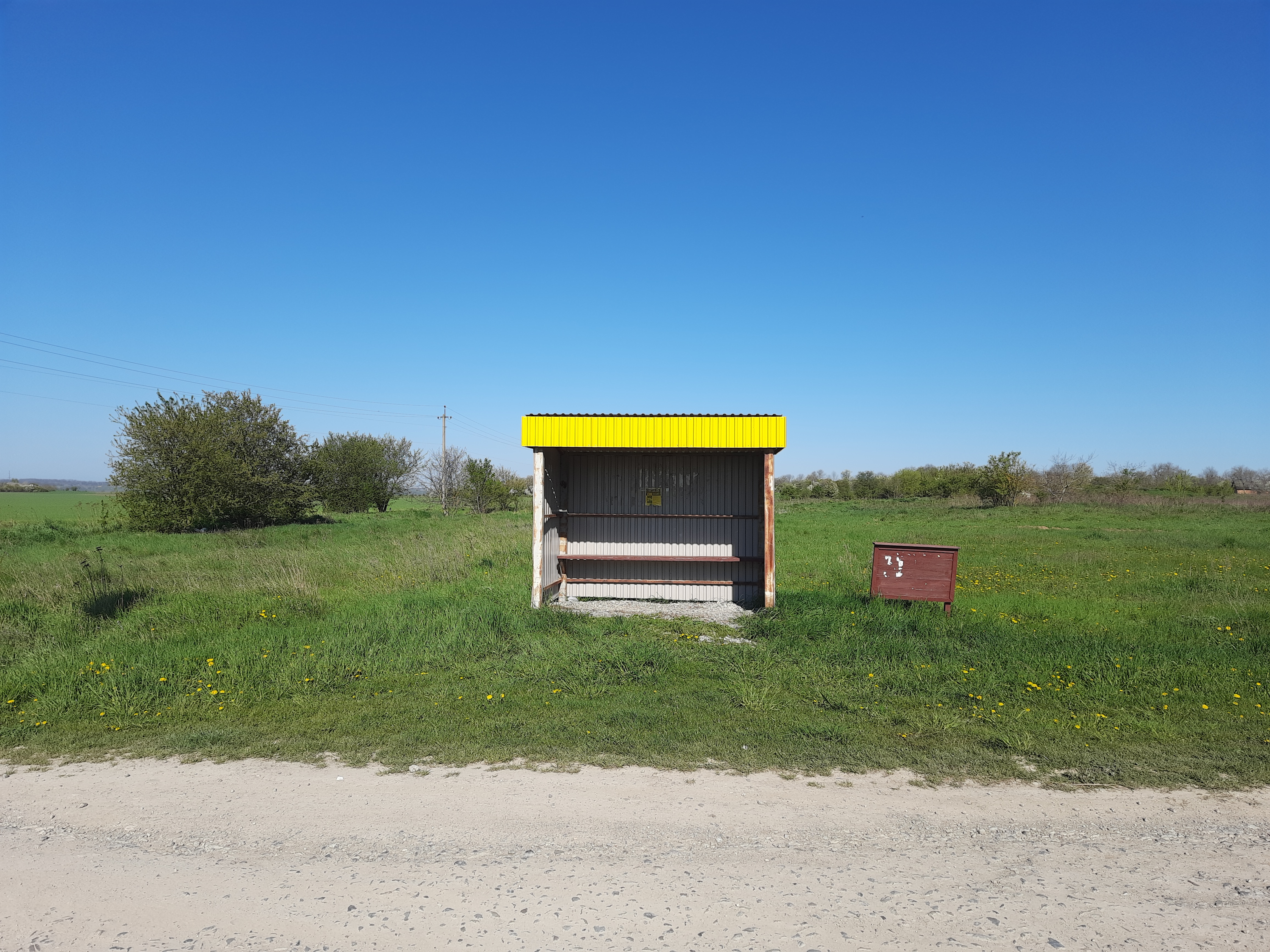
Автобусна зупинка біля села